# Campeonato Mundial de Natação em Piscina Curta de 2022 - 4x50 m livre masculino
A prova dos 4x50 metros nado livre masculino do Campeonato Mundial de Natação em Piscina Curta de 2022 foi disputada no dia 15 de dezembro de 2022, no Melbourne Sports and Aquatics Centre, em Melbourne, na Austrália.

## Recordes
Antes desta competição, os recordes mundiais e do campeonato nesta prova eram os seguintes:
|                       | Nacionalidade  | Tempo   | Local    | Data                   |
| --------------------- | -------------- | ------- | -------- | ---------------------- |
| Recorde mundial       | Estados Unidos | 1:21.80 | Hangzhou | 14 de dezembro de 2018 |
| Recorde do campeonato | Estados Unidos | 1:21.80 | Hangzhou | 14 de dezembro de 2018 |

## Medalhistas
| Ouro                                                                                        | Prata                                                                                                | Bronze                                                                         |
| Austrália · Isaac Cooper · Matthew Temple · Flynn Southam · Kyle Chalmers · Grayson Bell[a] | Itália · Alessandro Miressi · Leonardo Deplano · Thomas Ceccon · Manuel Frigo · Paolo Conte Bonin[a] | Países Baixos · Kenzo Simons · Nyls Korstanje · Stan Pijnenburg · Thom de Boer |

a  Nadadores que participaram apenas nas eliminatórias e receberam medalhas.

## Cronograma
Todos os horários são locais (UTC+11). 
| Data           | Hora  | Evento        |
| -------------- | ----- | ------------- |
| 15 de dezembro | 12:59 | Eliminatórias |
| 15 de dezembro | 21:54 | Final         |

## Resultados

### Eliminatórias
As eliminatórias ocorreram no dia 15 de dezembro com início às 12:59.
| Colocação | Bateria | Raia | Nacionalidade  | Nadadores                                                                                          | Tempo   | Notas            |
| --------- | ------- | ---- | -------------- | -------------------------------------------------------------------------------------------------- | ------- | ---------------- |
| 1         | 2       | 4    | Países Baixos  | Kenzo Simons (21.28) Nyls Korstanje (20.79) Stan Pijnenburg (21.07) Thom de Boer (20.56)           | 1:23.70 | Q                |
| 2         | 2       | 5    | Estados Unidos | David Curtiss (21.34) Drew Kibler (20.95) Hunter Armstrong (20.94) Shaine Casas (20.84)            | 1:24.07 | Q                |
| 3         | 1       | 4    | Itália         | Alessandro Miressi (21.26) Leonardo Deplano (20.79) Manuel Frigo (21.07) Paolo Conte Bonin (21.01) | 1:24.13 | Q                |
| 4         | 1       | 2    | Japão          | Kosuke Matsui (21.14) Masahiro Kawane (20.89) Takeshi Kawamoto (21.06) Katsumi Nakamura (21.08)    | 1:24.17 | Q,               |
| 5         | 1       | 1    | Austrália      | Isaac Cooper (21.24) Grayson Bell (21.39) Flynn Southam (21.08) Matthew Temple (20.71)             | 1:24.42 | Q                |
| 6         | 2       | 6    | Brasil         | Gabriel Santos (21.79) Pedro Spajari (21.31) Nicholas Santos (21.67) Lucas Peixoto (21.33)         | 1:26.10 | Q                |
| 7         | 2       | 8    | Espanha        | Carles Coll (21.78) Sergio de Celis (21.52) Mario Mollà (21.72) Luis Domínguez (21.27)             | 1:26.29 | Q                |
| 8         | 2       | 2    | Ucrânia        | Andrii Govorov (21.70) Illia Linnyk (20.97) Vladyslav Bukhov (20.94) Oleksandr Zheltiakov (22.92)  | 1:26.53 | Q                |
| 9         | 2       | 1    | Bulgária       | Josif Miladinov (22.15) Deniel Nankov (21.38) Kaloyan Bratanov (21.21) Antani Ivanov (21.84)       | 1:26.58 | Recorde nacional |
| 10        | 2       | 7    | Nova Zelândia  | Cameron Gray (21.71) Carter Swift (21.47) Zac Dell (21.57) George Williams (21.84)                 | 1:26.59 | Recorde nacional |
| 11        | 1       | 3    | Hong Kong      | Cheuk Ming Ho (22.93) Ian Ho (20.95) Ng Cheuk Yin (21.36) Hayden Kwan (22.35)                      | 1:27.59 | Recorde nacional |
| 12        | 1       | 8    | África do Sul  | Clayton Jimmie (21.84) Simon Haddon (22.25) Kian Keylock (23.43) Pieter Coetze (21.75)             | 1:29.27 |                  |
| 13        | 1       | 6    | Taipé Chinesa  | Wu Chun-feng (22.22) Cai Bing-rong (23.15) Wang Hsing-hao (22.83) Chuang Mu-lun (21.89)            | 1:30.09 |                  |
| 14        | 1       | 7    | Paraguai       | Ben Hockin (22.36) Renato Prono (23.03) Matheo Mateos (23.24) Charles Hockin (22.54)               | 1:31.17 |                  |
| 15        | 2       | 3    | Polónia        | Karol Ostrowski (21.39) Jakub Majerski Ksawery Masiuk Kacper Stokowski                             | DSQ     | DSQ              |
| 15        | 1       | 5    | China          | | DNS     | DNS              |

### Final
A final foi realizada no dia 15 de dezembro com início às 21:54.
| Colocação         | Raia | Nacionalidade  | Nadadores                                                                                         | Tempo   | Notas              |
| ----------------- | ---- | -------------- | ------------------------------------------------------------------------------------------------- | ------- | ------------------ |
| Medalha de ouro   | 2    | Austrália      | Isaac Cooper (21.25) Matthew Temple (20.75) Flynn Southam (21.10) Kyle Chalmers (20.34)           | 1:23.44 | Recorde da Oceania |
| Medalha de prata  | 3    | Itália         | Alessandro Miressi (21.22) Leonardo Deplano (20.59) Thomas Ceccon (20.67) Manuel Frigo (21.00)    | 1:23.48 |                    |
| Medalha de bronze | 4    | Países Baixos  | Kenzo Simons (21.24) Nyls Korstanje (20.84) Stan Pijnenburg (20.95) Thom de Boer (20.72)          | 1:23.75 |                    |
| 4                 | 6    | Japão          | Kosuke Matsui (21.26) Masahiro Kawane (20.79) Takeshi Kawamoto (20.79) Katsumi Nakamura (20.96)   | 1:23.80 | Recorde asiático   |
| 5                 | 5    | Estados Unidos | David Curtiss (21.16) Shaine Casas (20.83) Hunter Armstrong (20.94) Drew Kibler (21.10)           | 1:24.03 |                    |
| 6                 | 1    | Espanha        | Carles Coll (21.59) Luis Domínguez (21.08) Sergio de Celis (21.04) Mario Mollà (21.12)            | 1:24.83 | Recorde nacional   |
| 7                 | 8    | Ucrânia        | Andrii Govorov (21.78) Illia Linnyk (21.12) Vladyslav Bukhov (20.47) Oleksandr Zheltiakov (22.74) | 1:26.11 |                    |
| 8                 | 7    | Brasil         | Pedro Spajari (21.77) Gabriel Santos (21.81) Nicholas Santos (21.63) Lucas Peixoto (21.13)        | 1:26.34 |                    |

Legenda
| Recorde mundial       | Recorde mundial (World record)               |                       | Recorde africano                      | Recorde africano (African) |                                           | Q | Classificado por posição (Qualified) |
| Recorde do campeonato | Recorde do campeonato (Championship record)  | Recorde da América    | Recorde da América (Americas)         | q                          | Classificado por melhor tempo (Qualified) |   |                                      |
| Melhor marca do ano   | Melhor marca do ano (World leading)          | Recorde asiático      | Recorde asiático (Asian)              | DNS                        | Não largou (Did not start)                |   |                                      |
| Recorde nacional      | Recorde nacional (National record)           | Recorde europeu       | Recorde europeu (European)            | DNF                        | Não terminou (Did not finish)             |   |                                      |
| Recorde pessoal       | Recorde pessoal do atleta (Personal best)    | Recorde da Oceania    | Recorde da Oceania (Oceania)          | DSQ / DQ                   | Desclassificado (Disqualified)            |   |                                      |
| Recorde da temporada  | Recorde da temporada do atleta (Season best) | Recorde sul-americano | Recorde sul-americano (South America) | NM                         | Sem marca (No mark)                       |   |                                      |